# Samsung Galaxy Tab S
O Samsung Galaxy Tab S 10.5 é um tablet de 10,5 polegadas baseado em Android, produzido e comercializado pela Samsung Electronics.

## História
O Galaxy Tab S 10.5 foi anunciado em 12 de junho de 2014 e foi apresentado juntamente com o Galaxy Tab S 8.4 no Samsung Galaxy Premiere 2014, em Nova Iorque. O Galaxy Tab S 10.5 foi anunciado em 12 de junho de 2014.